# یوشیهیده نیشیکاوا
یوشیهیده نیشیکاوا (ژاپنی: 西川 吉英؛ زادهٔ ۱۰ آوریل ۱۹۷۸) یک بازیکن فوتبال اهل ژاپن است.
از باشگاه‌هایی که در آن بازی کرده‌است می‌توان به باشگاه فوتبال اوئیتا ترینیتا، باشگاه فوتبال شونان بلمار و باشگاه فوتبال توچیگی اشاره کرد.